# Этен (Мозель)
Эте́н или Эцлинг (фр. Œting) — коммуна во французском департаменте Мозель региона Лотарингия. Относится к кантону Беран-ле-Форбаш.	

## География
Этен расположен в 55 км к северо-востоку от Меца. Соседние коммуны: Стирен-Вандель на севере, Беран-ле-Форбаш на востоке, Гобвен на юге, Фольклен на юго-западе, Морсбаш на западе, Форбаш на северо-западе.

## История
- Коммуна существует по крайней мере с 787 года.

## Демография
По переписи 2008 года в коммуне проживало 2453 человек.	

## Достопримечательности
- Следы древнеримского тракта.
- Замок 1737 года, сожжён во время французской революции.
- Церковь Сент-Антуан 1869 года.